# Collectie kronieken
Collectie Kronieken is een collectie stripalbums uitgegeven door uitgeverij Blitz. In deze collectie verscheen tussen 1989 en 1999 vierenvijftig albums van uiteenlopende auteurs verspreid over 17 reeksen. De collectie omvat verhalen van Patrick Cothias, Dufaux, Lax, Daniël Bardet en Griffo. De collectie werd opgezet als luxe reeks met voornamelijk Historische verhalen.

## Reeksen
- 38ste Breedtegraad
- Aguirre
- Eldorado
- Foc
- Giacomo C.
- Goudrover
- De Horus van Nekhen
- Het huis Kwant
- Kaleunt
- De klauwen van het moeras
- Malefosse
- De rode dwerg
- Sera Torbara
- Timon van de velden
- Ungern Kahn
- De verlichte markiezin
- Zoeloeland